# HD 11506
HD 11506は、くじら座の方角にあるG型主系列星である。地球から約164光年離れており、8等星である。
| 太陽 | HD 11506  |
| ---- | --------- |
| 太陽 | Exoplanet |

## 惑星系
HD 11506の周囲を公転する木星型惑星HD 11506 bが、視線速度法を用いてN2Kコンソーシアムによって発見された。この発見は、デブラ・フィッシャーらにより2007年にアメリカ合衆国で発表された。2008年には、2番目の惑星HD 11506 cが、ベイズ推定に基づいて視線速度を分析し直したことで発見された。2022年には、公転周期が約40年の3番目の惑星HD 11506 dの存在が確認され、惑星bと新しい惑星dの両方の質量と軌道傾斜角がアストロメトリ法で測定された。2024年、惑星dの公転周期と真の質量が発見時に考えられていた値よりも約2倍大きいことが判明した。
| 名称 （恒星に近い順） | 質量                  | 軌道長半径 （天文単位） | 公転周期 (日)    | 軌道離心率      | 軌道傾斜角              | 半径 |
| --------------------- | --------------------- | ----------------------- | ---------------- | --------------- | ----------------------- | ---- |
| c                     | ≥0.408±0.057 MJ       | 0.774±0.038             | 223.41±0.32      | 0.193±0.038     | —                       | —    |
| b                     | 4.880+1.986 −0.333 MJ | 2.800+0.123 −0.136      | 1613.7+4.3 −4.5  | 0.391±0.010     | 112.598+23.304 −52.700° | —    |
| d                     | 12.8+0.6 −0.5 MJ      | 18.20+0.06 −0.09        | 26499+255.5 −292 | 0.29+0.02 −0.03 | 90+6 −5°                | —    |